# Contracaecum histiophori
Contracaecum histiophori är en rundmaskart som beskrevs av Yamaguti 1935. Contracaecum histiophori ingår i släktet Contracaecum och familjen Anisakidae. Inga underarter finns listade i Catalogue of Life.